# 艾琳·希斯科克
艾琳·希斯科克（英語：Eileen Hiscock，1909年8月25日—1958年9月3日），英国女子田径运动员，主攻短跑。她曾代表英国参加1932年和1936年夏季奥林匹克运动会田径比赛，获得一枚银牌和一枚铜牌。